# Castelões de Cepeda
Castelões de Cepeda foi uma freguesia portuguesa do Município de Paredes, com 3,28 km² de área e 8 755 habitantes (2011). Densidade: 2 669,2 hab/km². Era a freguesia urbana da cidade de Paredes.
Foi extinta (agregada) pela reorganização administrativa de 2012/2013, sendo o seu território integrado na nova freguesia de Paredes.

## População
| População da freguesia de Castelões de Cepeda | População da freguesia de Castelões de Cepeda | População da freguesia de Castelões de Cepeda | População da freguesia de Castelões de Cepeda | População da freguesia de Castelões de Cepeda | População da freguesia de Castelões de Cepeda | População da freguesia de Castelões de Cepeda | População da freguesia de Castelões de Cepeda | População da freguesia de Castelões de Cepeda | População da freguesia de Castelões de Cepeda | População da freguesia de Castelões de Cepeda | População da freguesia de Castelões de Cepeda | População da freguesia de Castelões de Cepeda | População da freguesia de Castelões de Cepeda | População da freguesia de Castelões de Cepeda |
| --------------------------------------------- | --------------------------------------------- | --------------------------------------------- | --------------------------------------------- | --------------------------------------------- | --------------------------------------------- | --------------------------------------------- | --------------------------------------------- | --------------------------------------------- | --------------------------------------------- | --------------------------------------------- | --------------------------------------------- | --------------------------------------------- | --------------------------------------------- | --------------------------------------------- |
| 1864                                          | 1878                                          | 1890                                          | 1900                                          | 1911                                          | 1920                                          | 1930                                          | 1940                                          | 1950                                          | 1960                                          | 1970                                          | 1981                                          | 1991                                          | 2001                                          | 2011                                          |
| 965                                           | 1 009                                         | 1 254                                         | 1 394                                         | 1 523                                         | 1 667                                         | 1 924                                         | 2 290                                         | 2 423                                         | 2 672                                         | 3 079                                         | 4 340                                         | 5 123                                         | 7 298                                         | 8 755                                         |

| Distribuição da População por Grupos Etários | Distribuição da População por Grupos Etários | Distribuição da População por Grupos Etários | Distribuição da População por Grupos Etários | Distribuição da População por Grupos Etários | Distribuição da População por Grupos Etários | Distribuição da População por Grupos Etários | Distribuição da População por Grupos Etários | Distribuição da População por Grupos Etários | Distribuição da População por Grupos Etários |
| -------------------------------------------- | -------------------------------------------- | -------------------------------------------- | -------------------------------------------- | -------------------------------------------- | -------------------------------------------- | -------------------------------------------- | -------------------------------------------- | -------------------------------------------- | -------------------------------------------- |
| Ano                                          | 0-14 Anos                                    | 15-24 Anos                                   | 25-64 Anos                                   | > 65 Anos                                    |                                              | 0-14 Anos                                    | 15-24 Anos                                   | 25-64 Anos                                   | > 65 Anos                                    |
| 2001                                         | 1 449                                        | 1 108                                        | 4 037                                        | 704                                          |                                              | 19,9%                                        | 15,2%                                        | 55,3%                                        | 9,6%                                         |
| 2011                                         | 1 598                                        | 963                                          | 5 226                                        | 968                                          |                                              | 18,3%                                        | 11,0%                                        | 59,7%                                        | 11,1%                                        |

Média do País no censo de 2001:  0/14 Anos-16,0%; 15/24 Anos-14,3%; 25/64 Anos-53,4%; 65 e mais Anos-16,4%
Média do País no censo de 2011:   0/14 Anos-14,9%; 15/24 Anos-10,9%; 25/64 Anos-55,2%; 65 e mais Anos-19,0%

## Património
- Pelourinho de Paredes
- Casa da Estrabuela (incluindo jardins, anexos, pátio e quintal)
- Antiga Casa da Câmara
- Capela Senhora da Guia
- Capela do Calvário
- Capela de São José
- Palácio da Granja, dos viscondes de Paredes (hoje Casa da Cultura)
- Igreja Matriz
- Ponte Romana

## Festas e Romarias
- Festas do concelho (terceiro domingo de Julho)
- Senhora da Guia (terceiro domingo de Junho)
- São José (primeiro domingo de Agosto)

## Colectividades
- Agrupamento de Escuteiros Número 519
- Assembleia Desportiva de Paredes
- Associação Cultural e Musical de Paredes - Orquestra Ligeira do Vale do Sousa
- Associação Cultural José Guilherme Pacheco - Academia de Música de Paredes
- Associação Humanitária dos Bombeiros Voluntários de Paredes
- Associação Juvenil Amigos 2000
- Associação Nacional de Goju–Ryu Karatedo
- Associação Nossa Senhora dos Remédios (Obra de Bem Fazer)
- Associação Obra de Caridade ao Doente e Paralítico
- Associação para o Desenvolvimento de Castelões de Cepêda
- Associação Portuguesa de Deficientes - Secção de Paredes
- Centro de Cultura e Desporto Valegaláxia
- Clube de Actividades Subaquáticas de Paredes - [www.casp.pt]
- Clube Desportivo e Recreativo do Oural
- Clube Shotokan Karaté de Paredes
- Conferência Feminina de São Vicente de Paulo
- Conferência Masculina de São Vicente de Paulo
- Grupo de Teatro Amador de Paredes
- Irmandade da Misericórdia de Paredes
- Moto Clube do Vale de Sousa
- Rancho Regional de Paredes
- Rotaract Club de Paredes
- Rotary Club de Paredes
- Sociedade Columbófila de Paredes
- Távola de Castelões de Cepeda - Associação de Paredes (Ténis de Mesa) http://tavolacc.wordpress.com/
- União Sport Clube de Paredes